# Kepler-442b
Kepler-442b là một ngoại hành tinh, có khả năng là một hành tinh đất đá, quay xung quanh trong vùng có thể sống được của một sao dãy chính loại K Kepler-442, cách Trái Đất khoảng 1206 năm ánh sáng (370 parsec) chòm sao Thiên Cầm.
Hành tinh này quay quanh ngôi sao chủ của nó ở một khoảng cách 0,409 AU (61,2 triệu km; 61,2 tỷ m) với một chu kỳ quỹ đạo rơi vào khoảng 112,3 ngày. Nó có khối lượng rơi vào khoảng 2,3 lần và có bán kính rơi vào khoảng 1,34 lần Trái Đất. Nó là một trong những ứng cử viên sáng giá hơn cho sự sống, vì ngôi sao chủ của nó có khối lượng nhỏ hơn ít nhất 40% so với Mặt trời - do đó, nó có thể tồn tại trong khoảng thời gian khoảng 30 tỷ năm hoặc lâu hơn.
Hành tinh này được phát hiện bởi tàu vũ trụ Kepler của NASA bằng cách sử dụng quá cảnh thiên thể, theo đó nó đo đạc các ảnh hưởng của hành tinh đến độ sáng của một ngôi sao khi nó dịch sang phía trước của ngôi sao đó. NASA công bố xác nhận ngoại hành tinh vào ngày 6 tháng 1 năm 2015.

## Đặc điểm

### Khối lượng, bán kính và nhiệt độ
Kepler-442b là một siêu Trái Đất, một ngoại hành tinh có khối lượng và bán kính lớn hơn Trái Đất, nhưng nhỏ hơn so với 2 hành tinh băng khổng lồ Sao Thiên Vương và Sao Hải Vương. Nó có nhiệt độ là 233 K (−40 °C). Nó có bán kính bằng 1,34 bán kính Trái Đất.  Do bán kính của nó, nó có khả năng là một hành tinh đất đá với bề mặt rắn. Khối lượng của ngoại hành tinh được ước tính là bằng 2,34 khối lượng Trái Đất   Trọng lực bề mặt trên Kepler-442b sẽ mạnh hơn 30% so với Trái Đất.

### Ngôi sao mẹ
Hành tinh quay quanh một ngôi sao (loại K) có tên Kepler-442. Ngôi sao có khối lượng 0,61 bán kính Mặt Trời và bán kính 0.60 bán kính Mặt Trời. Nó có nhiệt độ 4.402 K (4.129 °C; 7.464 °F) và khoảng 2,9 tỷ năm tuổi, với một vài sai số nhất định. Mặt khác, Mặt Trời có 4,6 tỷ năm tuổi và có nhiệt độ vào khoảng 5.778 K (5.505 °C; 9.941 °F). Ngôi sao này hơi nghèo kim loại, với độ kim loại (Fe / H) −0,37, hay 42% khối lượng của mặt trời và bằng khoảng 12% Độ sáng của Mặt Trời (L☉)  
Độ sáng biểu kiến của ngôi sao, hoặc độ sáng của nó xuất hiện từ Trái Đất là 14,76. Do đó, nó quá mờ để có thể nhìn thấy bằng mắt thường.

### Quỹ đạo
Kepler-442b quay quanh ngôi sao chủ của nó với Chu kỳ quỹ đạo 112,3 ngày và bán kính quỹ đạo khoảng 0,4 AU (60 triệu km; 60 tỷ m)  (xa hơn một chút so với khoảng cách từ Sao Thủy đến Mặt trời, khoảng 0,38 AU (57 triệu km; 57 tỷ m)). Nó nhận được khoảng 70% lượng ánh sáng so với lượng ánh sáng mặt trời mà Trái Đất nhận được.

## Khả năng sinh sống được

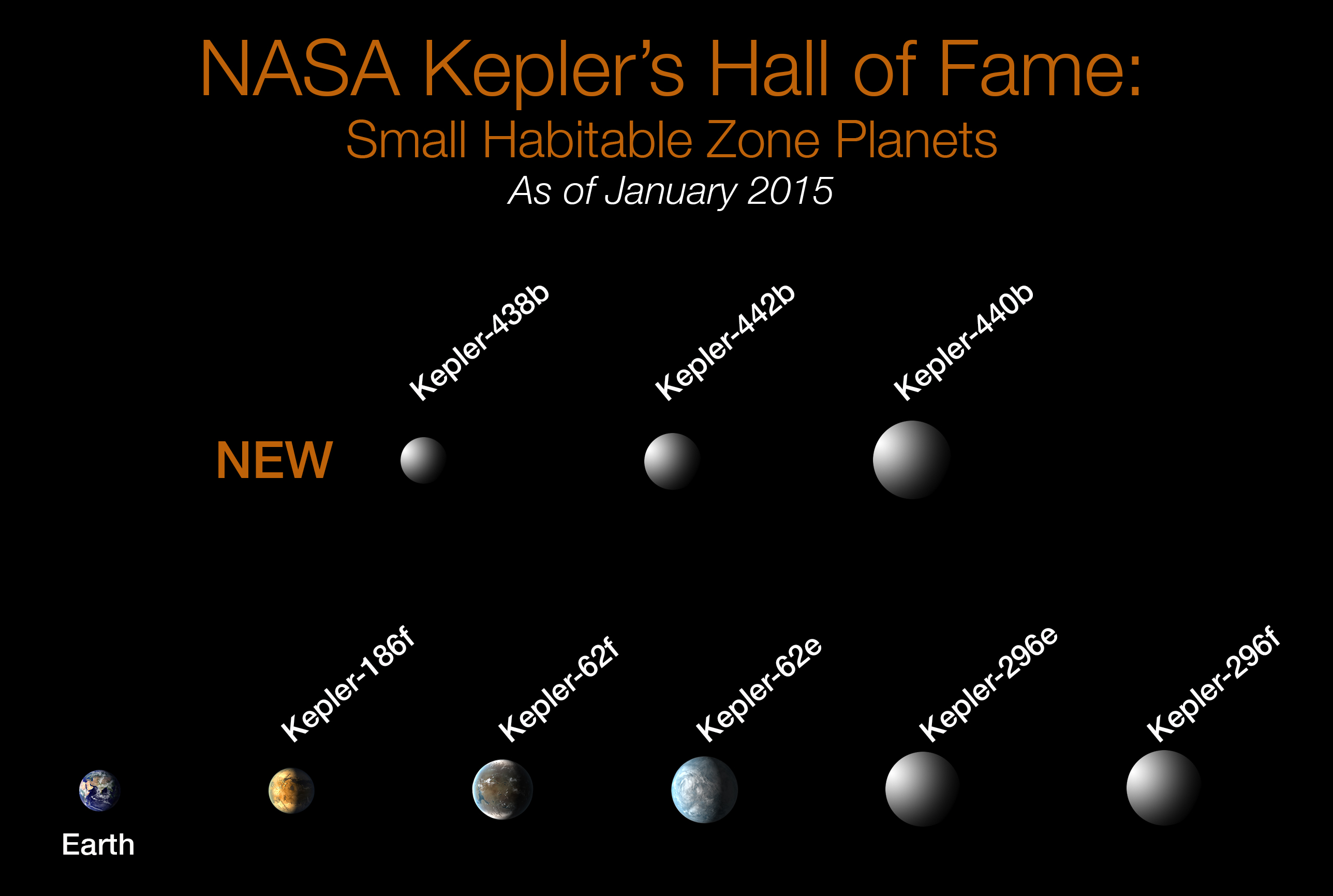
Các ngoại hành tinh nhỏ đã được xác nhận trong (vùng có thể sống được trong hệ) Sao dãy chính loại K.
(Kepler-62e, 62f, 186f, 296e, 296f, 438b, 440b, 442b)

Do Kepler 442b nằm trong vùng có thể sống được trong hệ sao của hành tinh , nên tại đó nước ở thể lỏng có thể tồn tại trên bề mặt hành tinh , đó là một trong những yếu tố vô cùng quan trọng cho một hành tinh giống trái đất trên cả kích thước và nhiệt độ . Và do sao ngôi sao chủ của Kepler 442b nhỏ hơn , nhiệt độ thấp hơn mặt trời nên vùng sinh sống được cũng gần với sao chủ hơn (khoảng 0,362 AU (54,2 triệu km; 54,2 tỷ m)) , khiến cho tại đó hành tinh vẫn có thể đủ bị khoá thủy triều ảnh hưởng .
Tuy nhiên vào tháng 8 năm 2018 , Kepler 442b
đã hoàn toàn bị xem như là : hành tinh đã được khám phá, không khoá thủy triều (non- tidally-locked) và có khả năng sinh sống được 
. 

### Yếu tố thủy triều và các đánh giá thêm
Bởi Kepler-442b gần với sao chủ hơn từ trái đất tới mặt trời , nên hầu như chắc chắn rằng chuyển động quay quanh trục chậm hơn nhiều so với Trái Đất, khiến cho một ngày trên hành tinh này có thể dài từ vài tuần đến vài tháng (xem ngoại hành tinh,Khóa thủy triều#Khóa thủy triều của các thiên thể lớn, sự thay đổi về quỹ đạo). Điều này cũng tác động ngược lại, khiến khoảng cách quỹ đạo chỉ ở ngay ngoài điểm mà lực thủy triều từ sao chủ tác động vào đủ mạnh bị khóa thủy triều. Độ nghiêng trục quay của Kepler-442b có vẻ khá nhỏ, không đủ lớn thuyết phục như Trái Đất và sao Hỏa. Quỹ đạo của hành tinh cũng tương đối tròn (độ lệch tâm quỹ đạo vào khoảng 0.04), không đủ khiến việc đánh giá việc thay đổi mùa trên Kepler-442b như sao Hỏa.
Trong một bài tiểu luận vào năm 2015 có kết luận về Kepler-442b, Kepler-186f và Kepler-62f là những ứng cử viên hành tinh tiềm năng có thể sinh sống được . 
Ngoài ra trong ấn bản được chấp thuận vào năm 2015, Kepler-442b thậm chí được coi như sinh sống được hơn là một giả thuyết " Trái Đất song sinh (Earth twin)" với các thông số về vật lý, quỹ đạo tương đồng với Trái Đất. Hay hơn cả chính đánh giá trong ấn bản đó, Trái Đất được đánh giá 0,829 còn Kepler-442b lại được đánh giá 0.836 . Tuy nhiên trên thực tế khả năng sinh sống được hay không là vô cùng quan trong bởi khí quyển và bề mặt của Kepler-442b vẫn còn chưa có hiểu biết rõ ràng nào. Trong một bài báo đã đưa ra danh sách về một đánh giá rõ về khả năng sinh sống được " phù hợp hơn trái đất "," điều đó không có nghĩa những hành tinh này *thích hợp sinh sống hơn*Trái Đất" .